# Vinho italiano

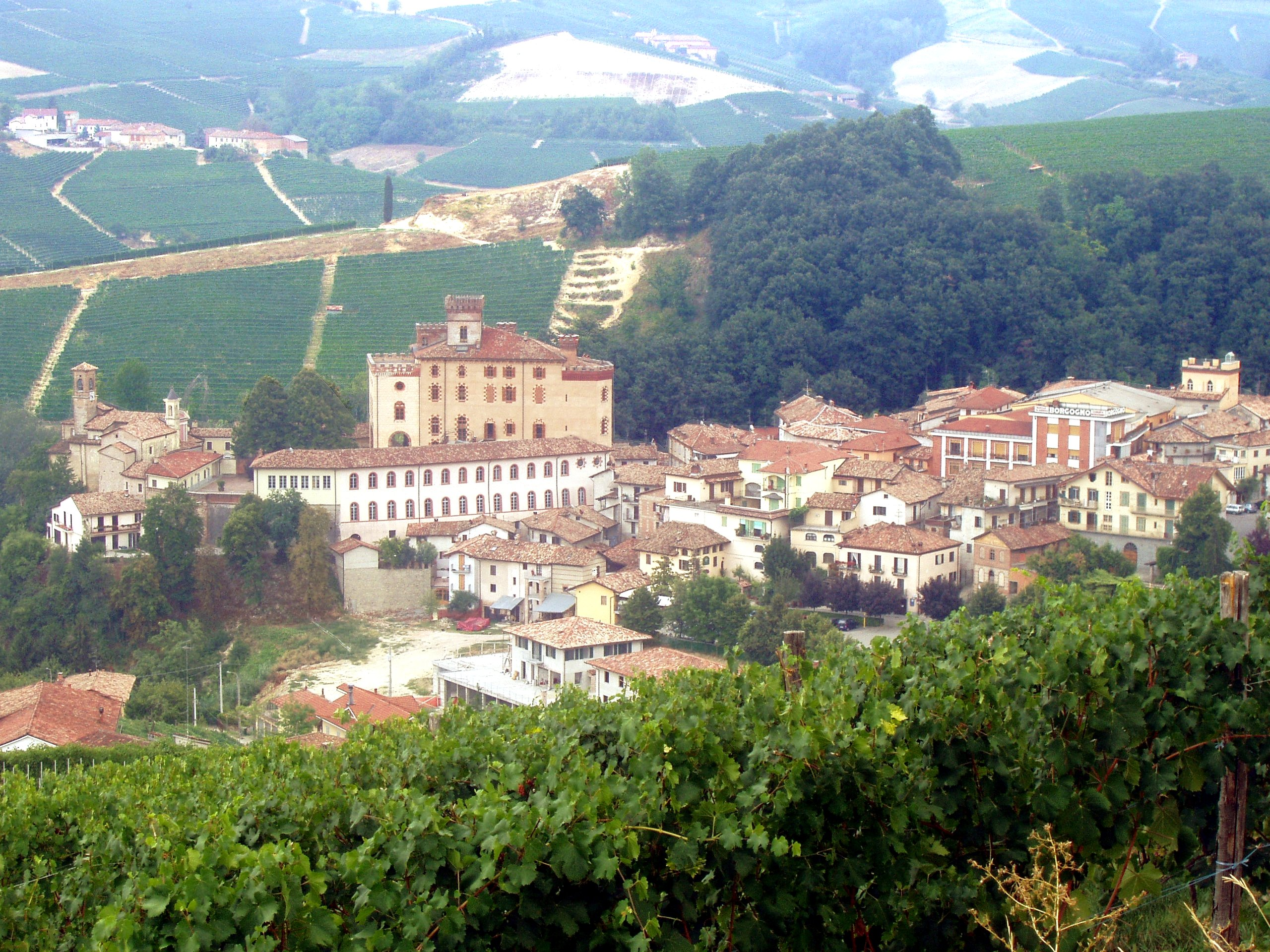
Vinhedos ao redor de Barolo.

Os vinhos italianos são conhecidos mundialmente por sua ampla variedade. Na Itália estão algumas das regiões produtoras de vinho mais antigas do mundo e o país, seguido de perto pela Espanha e pela França, é o maior produtor de vinho do mundo em volume. Sua contribuição é de cerca de 45 a 50 milhões de hectolitros por ano e representa cerca de ⅓ da produção global. O vinho italiano é exportado para todo o mundo e também é extremamente popular na Itália: os italianos ocupam o quinto lugar na lista mundial de consumo de vinho em volume, com 42 litros de consumo per capita. As uvas são cultivadas em quase todas as regiões do país e há mais de um milhão de vinhas em cultivo.
Etruscos e colonizadores gregos produziram vinho na Itália antes que os romanos começassem seus próprios vinhedos no século II a.C.. A viticultura e a vinificação romanas eram prolíficas e bem organizadas, sendo pioneiras em larga escala em técnicas de produção e armazenamento, como o fabrico de barris e o engarrafamento.